# Souhvězdí Indiána
Indián je souhvězdí na jižní obloze, ve střední Evropě nepozorovatelné.

## Významné hvězdy
| Hvězda | Jméno | Hvězdná velikost |
| ------ | ----- | ---------------- |
| α Ind  | α Ind | 3,11m            |
| β Ind  | β Ind | 3,67m            |
| ε Ind  | ε Ind | 4,69m            |